# Centaurea stapfiana
Centaurea stapfiana là một loài thực vật có hoa trong họ Cúc. Loài này được (Hand.-Mazz.) Wagenitz mô tả khoa học đầu tiên năm 1963.